# Prag 12
Prag 12 ist ein Verwaltungsbezirk sowie ein Stadtteil der tschechischen Hauptstadt Prag. Der Bezirk liegt am rechten Ufer der Moldau am südlichen Rand der Stadt.

## Struktur
Der Verwaltungsbezirk Prag 12 umfasst die beiden Stadtteile Prag 12 und Libuš.
Der Stadtteil Prag 12 besteht aus den fünf Katastralgemeinden Cholupice, Kamýk, Komořany, Modřany und Točná. Von 1990 bis 1994 hieß der Stadtteil Praha-Modřany.

## Verkehr
Auf dem Gebiet des Stadtteils befindet sich der Flugplatz Točná. Außerdem verläuft hier die Bahnstrecke Dobříš–Praha-Modřany mit den Bahnhöfen Praha-Komořany und Praha-Modřany. Letzterer ist an das Straßenbahn- und Autobusnetz angeschlossen und somit ein wichtiger Umsteigeknoten.

## Sehenswürdigkeiten

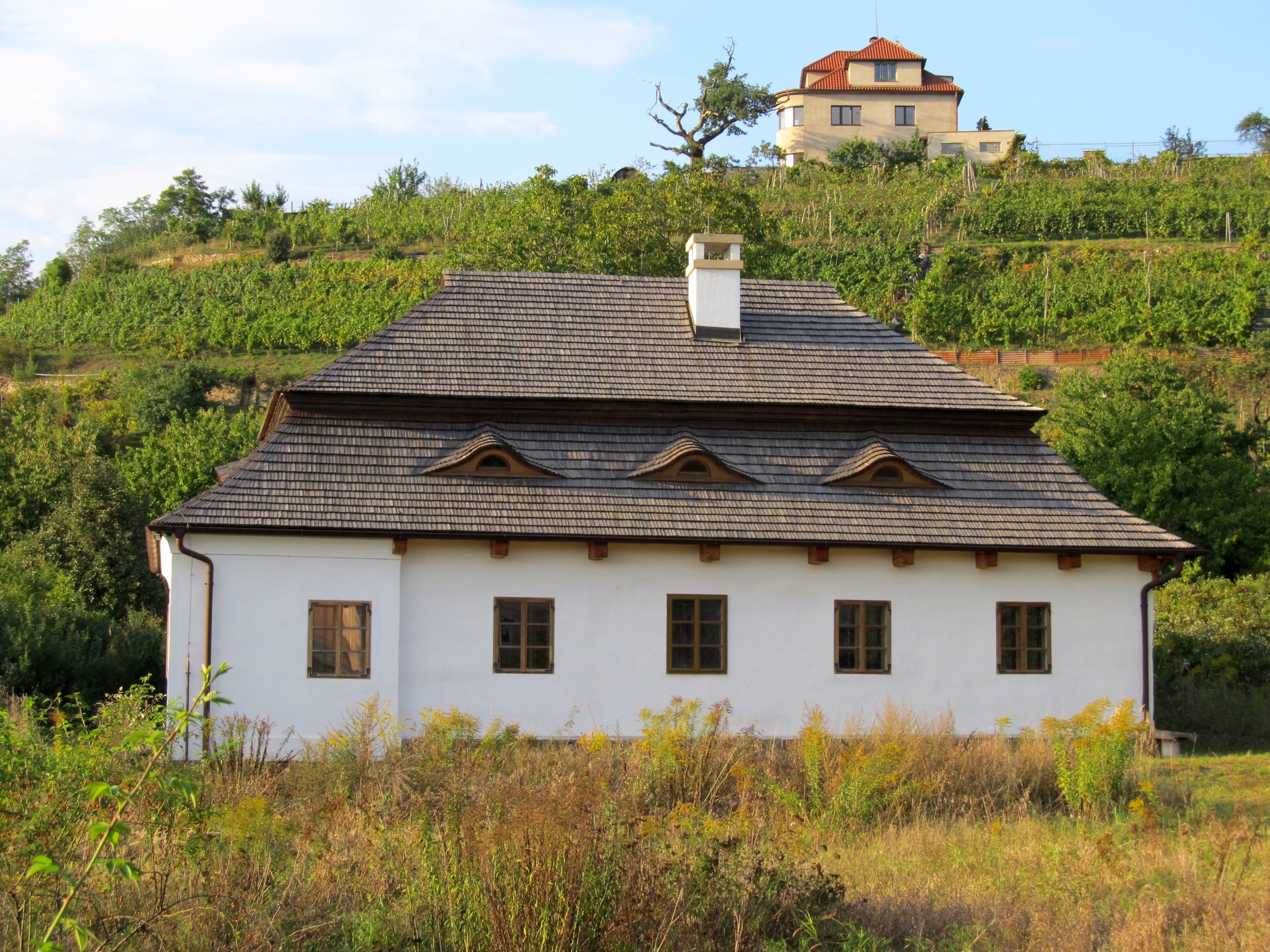
Der Weinberg in Modřany

- Schlucht von Modřany
- Weinberg Modřany
- Schloss Komořany